# St. Laurentius (Jablonné v Podještědí)

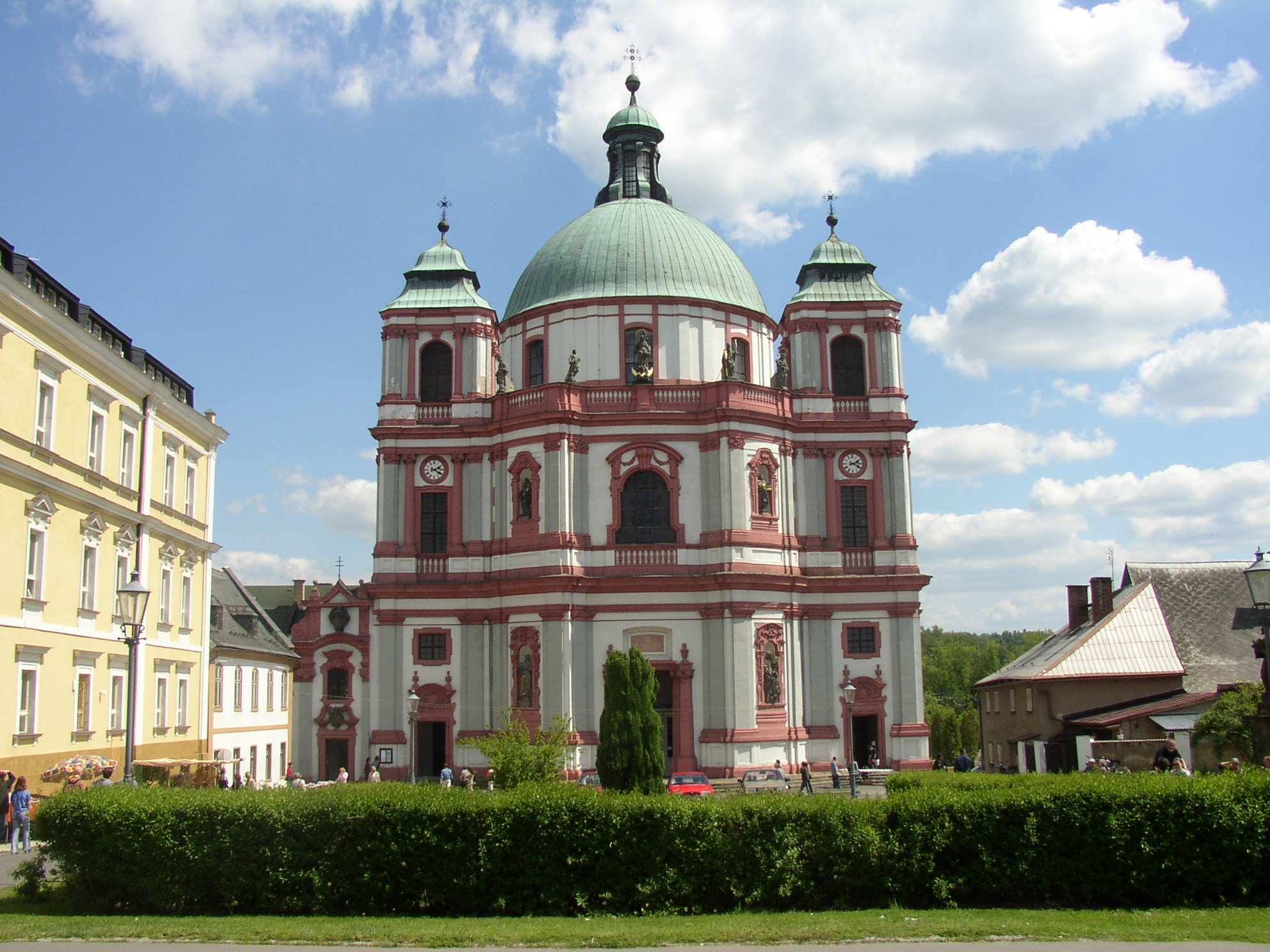
St.-Laurentius-Kirche in Gabel

Die St.-Laurentius-Kirche in Jablonné v Podještědí (Deutsch Gabel) ist ein Kirchenbau des Architekten Johann Lucas von Hildebrandt. 2008 wurde die Kirche zum Nationalen Kulturdenkmal erhoben.

## Geschichte
Die Kirche ist die Klosterkirche des um 1250 gegründeten Dominikanerklosters. Nach Zerstörungen in den Hussitenkriegen und im Dreißigjährigen Krieg sorgte Graf Franz Anton Berka von Dauba (1635–1706) Ende des 17. Jahrhunderts für die Erneuerung des Ortes, des Klosters und der Klosterkirche. Der Kirchenbau wurde von 1699 bis 1729 errichtet und ist neben der Peterskirche und der Piaristenkirche in Wien Hildebrandts bedeutendster Kirchenbau.
1996 wurde die Kirche, in der die Reliquien der heiligen Zdislava verehrt werden, zur Basilica minor erhoben und das Patrozinium der hl. Zdislava hinzugefügt.
Von Ende 2020 bis Mitte 2024 wurde die Basilika, gefördert durch den Europäischen Fonds für regionale Entwicklung, umfassend saniert.

## Bedeutung
Der Bau war Vorbild für nachfolgende Baumeister, insbesondere die in Franken und in Böhmen tätigen Johann Dientzenhofer, Christoph Dientzenhofer und Kilian Ignaz Dientzenhofer.